# Manolis Anagnostakis
Manolis Anagnostakis (Salonicco, 10 marzo 1925 – Atene, 25 giugno 2005) è stato un poeta greco e un critico di primo piano dei movimenti poetici marxisti ed esistenzialisti comparsi durante e dopo la guerra civile greca verso la fine degli anni quaranta.
Anagnostakis fu un punto di riferimento per i suoi contemporanei e influenzò la generazione di poeti immediatamente successivi a lui. Le sue poesie ottennero numerosi riconoscimenti nei premi letterari nazionali greci e furono messe in musica e cantate da musicisti dell'epoca.

## Biografia
Anagnostakis nacque a Salonicco e fece studi di medicina, specializzandosi in radiologia. Durante il caotico 1944, Anagnostakis fu redattore capo di Xekinema ("L'inizio"), una rivista studentesca. Il primo libro di poesie di Anagnostakis, Epoches ("Stagioni") fu pubblicato nel 1945, in un momento, secondo Ramp, in cui il «sogno marxista del poeta l'aveva già deluso»..
Le sue simpatie di sinistra lo avevano spinto ad arruolarsi nella resistenza, scelta che in seguito gli valse la condanna a morte durante la guerra civile. Arrestato per il suo coinvolgimento con il Movimento Studentesco all'Università di Salonicco nel 1948, Anagnostakis scontò molti anni ad Eptapyrgion, una prigione statale. Il suo secondo libro, Epoches 2, fu pubblicato dopo che era stato imprigionato, nel 1948. L'anno successivo Anagnostakis fu anche espulso dal Partito Comunista di Grecia e processato in tribunale. Fu condannato a morte, ma la condanna non venne eseguita e sopravvisse al regime. Sulla sua scarcerazione, avvenuta nel 1951, pubblicò l'ultimo libro del ciclo Epoches.
Anagnostakis cominciò un nuovo ciclo di opere con Synecheia ("La continuazione") del 1954, e con il seguito del 1955. Una selezione di sue opere fu pubblicata l'anno dopo. Il poeta trascorse il biennio 1955-1956 a Vienna, per continuare gli studi di radiologia, salvo poi tornare in Grecia. Nel periodo tra il 1959 e il 1961 fu redattore di Criticism e nel 1962 terminò il ciclo di Synecheia. Nonostante non pubblicasse più nessun lavoro di grande rilevanza, fino a Ta piimata 1941-1971 ("Le poesie - 1941-1971") del 1971, continuò a lavorare presso giornali e riviste.
Anche se la raccolta del 1971 di Anagnostakis fu l'ultima sua opera di una certa rilevanza, i suoi versi filo-esistenzialisti lasciarono il loro segno sulla successiva generazione di poeti greci. Questa influenza si deve in parte al fatto che le sue poesie erano state messe in musica da Mikīs Theodōrakīs, come parte del suo ciclo Ballate, scritto durante la dittatura dei colonnelli, durata sette anni. Queste Ballate sono state eseguite tra molti altri dalla cantante Margarita Zorbala (che le incise nel suo album di debutto nel 1975). Anagnostakis trasferì la propria attività e la propria famiglia ad Atene nel 1978. Nel 1983, Lakis Papastathis produsse un film di 52 minuti, Manolis Anagnostakis, sulla vita del poeta, per la serie tv greca Paraskenio. Due volumi di Anagnostakis, un'altra raccolta e O piitis Manussos Fassis, (Il poeta Manussos Fassis) furono pubblicati nei quattro anni successivi.
Anagnostakis morì ad Atene il 25 giugno del 2005.

## Stile e contenuto poetico
La poesia di Anagnostakis è stata descritta come "essenziale". I suoi primi lavori potrebbero essere paragonati per numero di versi a quella di Cavafy, ma contengono versi di una sola parola e anche paragrafi costituiti da un singolo verso. Un'altra caratteristica delle sue prime poesie è il suo "tono diretto e colloquiale", che alcune volte ha una struttura epistolare, e in altre culmina in un diretto consiglio al lettore. Il suo stile, insieme alla semplice e diretta descrizione di un mondo ostile fu imitato da altri poeti di sinistra della sua generazione.
Beaton nota anche «una profonda sfiducia nell'unico mezzo del poeta, che è comune in quasi tutta la poesia della sua generazione», come, per esempio, nella poesia, Ora lui è un semplice spettatore. Inusuale tra i poeti contemporanei  è anche l'uso che Anagnostakis fa del linguaggio simbolico cristiano nella sua poesia, e, fatto insolito tra tutti i poeti greci in generale, la mancanza di romanticizzazione del mare..
Nella serie di opere Synecheia, scritte tra la Guerra Civile e il regime dei Colonnelli, osserva Vangelis Hadjivassiliou, Anagnostakis estende questa ambivalenza anche alla sua visione politica. Anagnostakis dice sia che «… la Guerra non è ancora finita. / Perché nessuna guerra finisce mai!» ma anche che lui sta «Ridendo all'abbondanza di armature/ che d'improvviso s'infiltra nelle tue file/ sconvolgendo i solidi schieramenti». Le poesie della raccolta O stochos sono state scritte durante il Regime dei Colonnelli. Quest'opera contiene poesie che differiscono dalle precedenti caratterizzazioni di Anagnostakis come ambivalente e deciso. Il libro contiene una difesa della poesia ("Poetica") e una risposta beffarda all'opera di Cavafy Giovani uomini di Sidone (A.D. 400), intitolata Giovani uomini di Sidone, 1970, che difende la leggerezza contro la pretesa di serietà dal "giovane vivace" di Cavafy.
Le poesie successive al 1971 furono, in qualche caso, ancora più concise di quelle delle Epoches, consistendo spesso solo in degli epigrammi. Caratterizzare la poesia di Anagnostakis all'interno di un movimento è stato piuttosto impegnativo per i critici. Hadjivassiliou evidenzia il periodo delle Continuazioni come «totalmente politico». Nassos Vagenas, invece, divide la poesia greca postbellica in marxista, esistenzialista, e surrealista, mettendo Anagnostakis tra gli esistenzialisti.
Ramp suggerisce che lo scarso successo del poeta al di fuori della Grecia può essere attribuito al fatto che la poesia di Anagnostakis è impegnata politicamente, ma è d'accordo sul fatto che in essa non vi sia influenza surrealista.

## Opere
- 1945: Epoches (Stagioni), Salonicco
- 1948: Epoches 2 (Stagioni 2), Serres.
- 1951: Epoches 3 (Stagioni 3), Salonicco
- 1954: Synecheia (La continuazione), Atene.
- 1955: Synecheia 2 (La continuazione 2), Atene.
- 1956: Ta piimata 1941-1956 (Le poesie 1941-1956), Atene.
- 1962: Synecheia 3 (La continuazione 3), Salonicco.
- 1965: Yper Kai Kata (Pro e contro), Salonicco.
- 1971: O stochos, Atene. Edizione inglese del 1980 intitolata The target. Selected poems, tradotta da Kimon Friar.
- 1971: Ta piimata 1941-1971, (Le poesie 1941-1971), Atene, Stigmi, 1985.
- 1972: Paranthesies (Parentesi), Atene.
- 1978: Anti-Dogmatica (Anti-Dogmatici), Atene.
- 1979: To Perithorio (Il margine), Atene.
- 1983: Y.G. (P.S.), Atene.
- 1985: Ta Sympleromatika (I complementari: note critiche), Atene.
- 1987: O piitis Manussos Fassis, (Il poeta Manussos Fassis), Atene, Stigmi, 1987.

## Premi
- 1985 Premio greco per la poesia
- 2001 Premi Ourani dalla Accademia di Atene
- 2002 Grande Premio Nazionale per la carriera.